# 符牒
符牒（ふちょう、符丁、符帳）とは、同業者内、仲間内でのみ通用する言葉、また売買の場や顧客が近くにいる現場などで使われる、独特な言葉のこと。

## 概要
接客や作業をしている時に、価格・品質・指示などについて、符牒を使用することによって客に知られずに必要なコミュニケーションを行なうのが一般的だが、「○○ネタ」のように日常語として世間で流用されることもある。
定価や値札が導入される前の販売業では、たいていは販売者と客の間で価格交渉が行われたため、仕入れ値やグレードを客に知られるのは販売者側にとって不利であった。そのため、価格や等級を販売者間で秘密裏に伝える方法が符牒である。符牒には紙片に暗号で記入する文字符牒、口頭で隠語を伝える口唱符牒、手ぶりで伝える手ぶり符牒がある。今日の小売業では正札による価格表示が一般的になったため、文字符牒は廃れ、口唱符牒は業界内隠語に変わったが、手ぶり符牒は現在でも取引所（市場、競売所）などの「手セリ」などで使われている。「警察無線コード」のように単に意味のない連番で示す符丁もある。
仕事現場において状態や金額や作業や物事など、顧客など内部以外に知られたくない事柄を話す時に使用される。非常に単純な符丁としては、一般の人が使用する言葉をひっくり返したり（倒語）、外国語を使用したりする。これらは次第に外部にも知られるようになり、一般人が知らない業界用語を「自分は通である」として使用する場合や、豆知識として記事化されることもある。小説『路傍の石』では、主人公が呉服店でまだ新入りの身分の際、番頭から「お召しのノジアン（安物→安（あん）の字→ノジアンという転訛）」を持ってくるように言われ、符牒に慣れておらず当惑する場面が描かれている。
商人符丁のなかでよく普及した紙屋のものは、1 - イ、2 - コ、3 - ヨ、4 - キ、5 - 久（キウ）、6 - 位（クライ）、7 - 保（ホ）、8 - チ、9 - リ、10 - タである（『万法重宝秘伝集』、『筆拍子』十）。
NATOフォネティックコードなど隠匿する意味は殆どなく、無線の雑音による聞き間違えを防ぐ符丁もある（アルファーなど既知の単語が使われるが、とくにそれ自体の意味はない）。

## 他言語の符牒について
同様に、政府の監視や仲間以外に伝わらないようにする試みは、英語圏ではcant、ロシア語ではфеня（フェーニャ）もしくはязыки（イズィーク）、ドイツ語ではロートヴェルシュなど、各言語でも符牒言語が使用され、発展している。